# Unité révolutionnaire nationale guatémaltèque
 (septembre 2023).
Si vous disposez d'ouvrages ou d'articles de référence ou si vous connaissez des sites web de qualité traitant du thème abordé ici, merci de compléter l'article en donnant les références utiles à sa vérifiabilité et en les liant à la section « Notes et références ».
L'Unité révolutionnaire nationale guatémaltèque (en espagnol : Unidad Revolucionaria Nacional Guatemalteca ; URNG) est un ancien mouvement de guérilla qui est créé au Guatemala en 1982. À la suite du processus de paix mené par les Nations unies, il dépose les armes en 1996 et devient un parti politique légal en 1998.
L'URNG est formée, le 7 février 1982 comme alliance de quatre groupes révolutionnaires agissant au Guatemala : l'Armée de guérilla des pauvres (EGP), l'Organisation du peuple armé (ORPA), les Forces armées rebelles (FAR) et le Parti guatémaltèque du travail (PGT-ND) .
Le 23 mars 1982, le général à la retraite Efraín Ríos Montt prend le pouvoir à la tête d'une junte militaire qui lance une violente campagne de contre-insurrection, dite de la « politique de la terre brûlée », dans la région des hautes terres peuplée majoritairement par des communautés indigènes contre l'URNG et ses soutiens, jusqu'à ce qu'il soit renversé l'année suivante.
Lors du retour au pouvoir d'un gouvernement civil en 1986, l'URNG comprend que la conquête du pouvoir par la lutte armée est impossible, et s'oriente vers la négociation d'une solution politique. Graduellement, à partir de 1986 et jusqu'en 1996, l'armée et le gouvernement participent à un processus de paix sous la médiation et le contrôle des Nations unies, via la Mission de vérification des Nations unies au Guatemala (MINUGUA), en impliquant d'autres acteurs internationaux comme participants majeurs. Les deux parties font de larges concessions. Le gouvernement se voit imposer, entre autres, des réformes constitutionnelles significatives sous surveillance internationale.
En 1987 l'URNG remplace le PGT-NDN par le Parti guatémaltèque du travail (PGT) au sein de sa direction.
Le 29 décembre 1996, un accord de paix est signé entre le gouvernement et l'URNG en présence du secrétaire général de l'ONU Boutros Boutros-Ghali, mettant officiellement fin à 36 ans de guerre civile au Guatemala. Le Secrétaire général de l'URNG, le commandant Rolando Morán, et le président Álvaro Arzú reçoivent conjointement le prix de l'UNESCO pour la paix pour leurs efforts à mettre un terme à la guerre civile et parvenir à un accord de paix.
Lors des élections législatives, qui se sont tenues le 9 novembre 2003, le parti totalise 4,2 % du vote populaire et obtient deux des 158 sièges au Congrès. Lors de l'élection présidentielle tenue le même jour, le candidat de l'URNG, Rodrigo Asturias obtient 2,6 % du vote populaire.

## Organisations membres

Partido Guatemalteco del Trabajo.
Fuerzas Armadas Rebeldes.
Ejército Guerrillero de los Pobres.
Organización del Pueblo en Armas.